# Nematalosa nasus
Nematalosa nasus és una espècie de peix pertanyent a la família dels clupeids
present des del golf d'Aden fins al golf Pèrsic, el mar d'Andaman, el mar de la Xina Meridional, les illes Filipines i la part més meridional de Corea. N'hi ha un registre també a Sud-àfrica.
És un peix d'aigua dolça, salabrosa i marina; pelàgic-nerític; migratori i de clima tropical (38°N-1°N, 47°E-136°E) que viu entre 0-30 m de fondària.
Pot arribar a fer 22 cm de llargària màxima (normalment, en fa 15). Té 15-19 radis tous a l'aleta dorsal i 17-26 a l'anal. És blavós fosc a la part dorsal i platejat a la ventral.
Es comercialitza fresc, en salaó, bullit i com a mandonguilles.
És inofensiu per als humans.